# Glauco-Klasse (1905)
Die Glauco-Klasse war eine Klasse von fünf U-Booten der Regia Marina, die nur experimentellen Nutzen hatten und deshalb nur zu Ausbildungszwecken genutzt wurden.

## Geschichte
Bei der italienischen Marine war man nicht unbedingt von dem Nutzen von U-Booten überzeugt. Da jedoch Frankreich und England daran forschten, wurde auf Betreiben des ehemaligen Kriegsministers Alessandro Asinari di San Marzano und des Generalstabschefs des Heeres Tancredi Saletta die Entwicklung fortgesetzt. Auf Grundlage der Erfahrungen, die man mit dem Versuchs-U-Boot Delfino gemacht hatte, entwickelte der Major und Marineingenieur Cesare Laurenti die Glauco-Klasse. Es handelte sich eher um experimentelle U-Boote und wegen ihrer begrenzten Einsatzfähigkeit wurden sie als Untersee-Küstentorpedoboote klassifiziert.
Die Boote der Glauco-Klasse waren 36,80 m lang, 4,32 m breit und hatten bei einem Tiefgang von 2,50 m eine Verdrängung von 160 ts und im untergetauchten Zustand von 243 ts. Die Rumpfform war auf die Fahrt im aufgetauchten Zustand abgestimmt, weshalb bei Fahrten unter Wasser nur eine niedrige Geschwindigkeit erreicht wurde und die Reichweite entsprechend abnahm. Auch die Druckstabilität war nicht sehr groß, so dass man nur 25 m tief tauchen konnte.
Sie verfügten über vier Ottomotoren, wobei die ersten drei Einheiten mit Fiat-Motoren mit jeweils 150 PS und die letzten zwei mit Thornycroft-Motoren mit jeweils 200 PS ausgestattet wurden. Ihr Kraftstoffverbrauch war sehr hoch, weshalb die Schiffe auch als „Tankwarte“ (it. benzinari) bezeichnet wurden. Außerdem kam es oft zu Problemen mit den Motoren. Mit den Ottomotoren wurde im aufgetauchten Zustand der Bleiakkumulator mit 216 Zellen geladen. Die beiden Schrauben wurden von zwei Savigliano-Elektromotoren mit jeweils 85 PS angetrieben. Mit ihnen erreichte man aufgetaucht maximal 13 kn und untergetaucht 6,2 kn.
Als Bewaffnung verfügte man über zwei Torpedos und vier Maschinengewehre. Nur das Typboot Glauco verfügte über drei Torpedorohre. Die anderen U-Boote hatten nur zwei Torpedorohre im Bug. Mit den Erfahrungen der vorherigen Einheiten wurden die genauen Maße der Boote leicht variiert, so dass jedes etwas andere Abmaße und Verdrängung hatte.
Die Boote der Glauco-Klasse kamen nur zu Patrouillenfahrten und zu Ausbildungszwecke zum Einsatz.

## Einheiten
| Name     | Bauwerft                  | Kiellegung       | Stapellauf       | Indienststellung  | Verbleib                      |
| -------- | ------------------------- | ---------------- | ---------------- | ----------------- | ----------------------------- |
| Glauco   | Regio Arsenale di Venezia | 1. August 1903   | 9. Mai 1905      | 15. Dezember 1905 | 1. September 1916 gestrichen  |
| Squalo   | Regio Arsenale di Venezia | Januar 1904      | 10. Juni 1906    | 1. September 1906 | 26. September 1918 gestrichen |
| Narvalo  | Regio Arsenale di Venezia | 1904             | 21. Oktober 1906 | 16. Mai 1907      | 26. September 1918 gestrichen |
| Otaria   | Regio Arsenale di Venezia | 1. Mai 1905      | 25. März 1908    | 1. Juli 1908      | 26. September 1918 gestrichen |
| Tricheco | Regio Arsenale di Venezia | 6. November 1905 | 6. Juni 1909     | 15. Oktober 1909  | 26. September 1918 gestrichen |